# Realicó

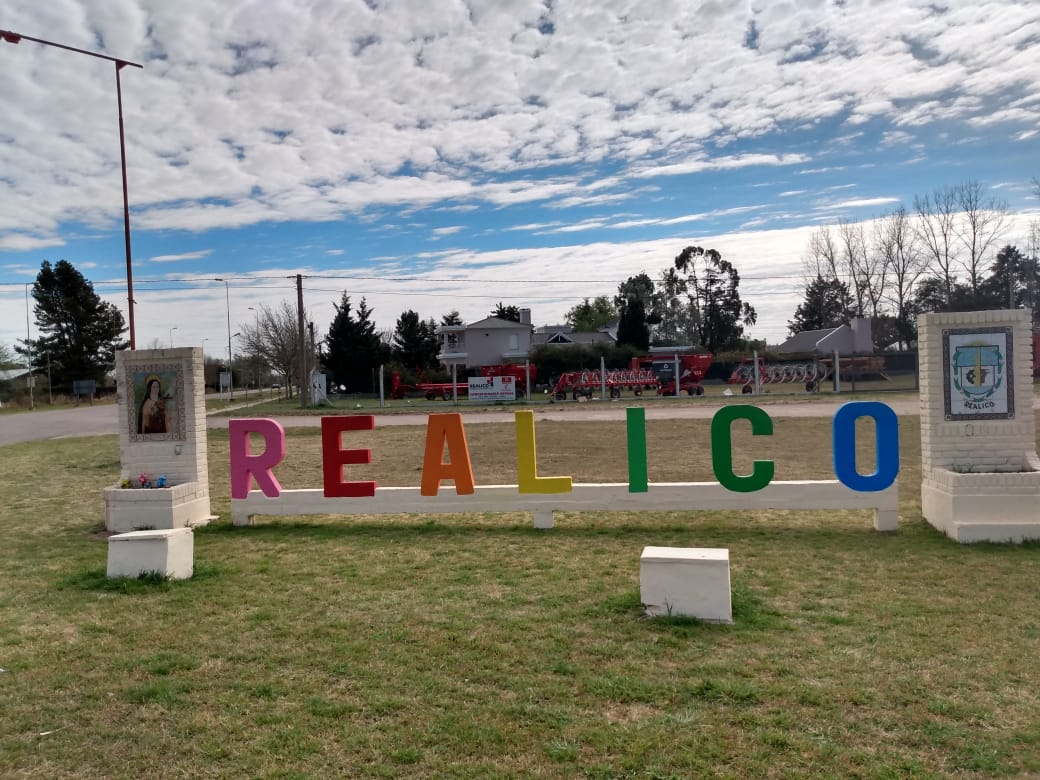
Entrada por la RN 188

Realicó se encuentra en el extremo norte de la provincia de La Pampa, Argentina. Es la cabecera del departamento homónimo. Realicó es una de las localidades consideradas como el punto central de la República Argentina, sin contar con la Antártida Argentina.

## Distancia
Las rutas de acceso son: RN 188 y RN 35, en el área de influencia del corredor bioceánico. Se encuentra en el cruce de estas dos rutas nacionales. Está a 179 km de Santa Rosa (capital provincial); 435 de Córdoba; 475 de Rosario; 505 de Bahía Blanca; 560 de Buenos Aires y 570 de Mendoza. Asimismo, se encuentra a escasos kilómetros del límite interprovincial entre Córdoba y La Pampa.

## Toponimia
Nombre de origen mapudungún para "aguada en forma de plato". La presencia de ex lagunas revela la visión por los expedicionarios al Desierto, del Ciclo Climático Húmedo

## Población
Contó con 7,591 habitantes (Indec, 2010), lo que representó un incremento del 8,1% frente a los 7,151 habitantes (Indec, 2001) del censo anterior. En tanto, la composición de la población fue de  3.740 varones y 3.851 mujeres índice de masculinidad del 94.06%. También, se contabilizaron 3.056 viviendas, un notorio incremento frente a las 2.212 del censo anterior.
El censo nacional 2022 arrojó 8 312 habitantes y 3 453 viviendas. Esto la situó como el octavo municipio de la provincia.
| Gráfica de evolución demográfica de Realicó entre 1991 y 2022 |
|                                                               |
| Fuente: Censos nacionales del INDEC                           |

## Significado del escudo

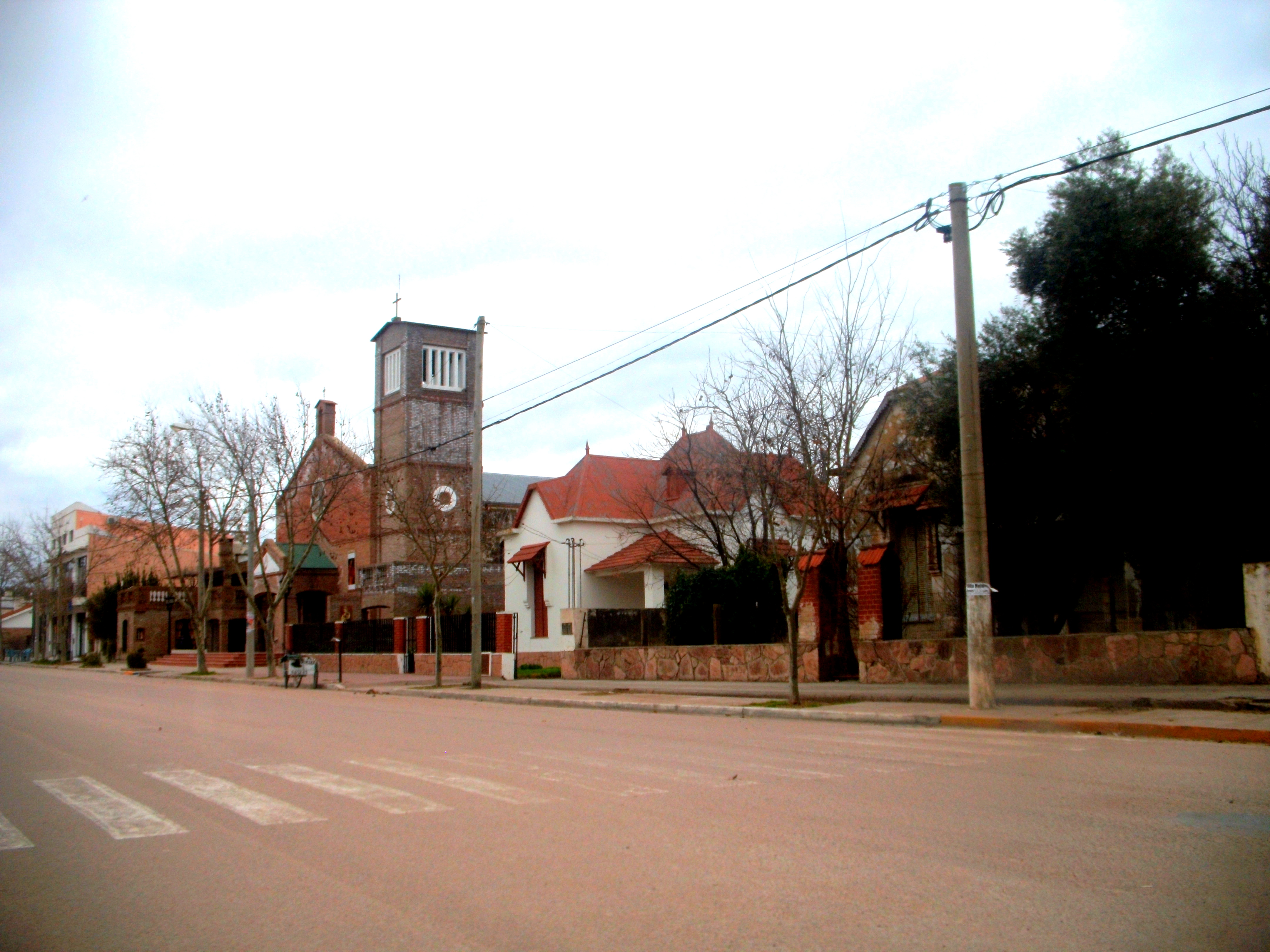
Iglesia católica frente a la plaza principal

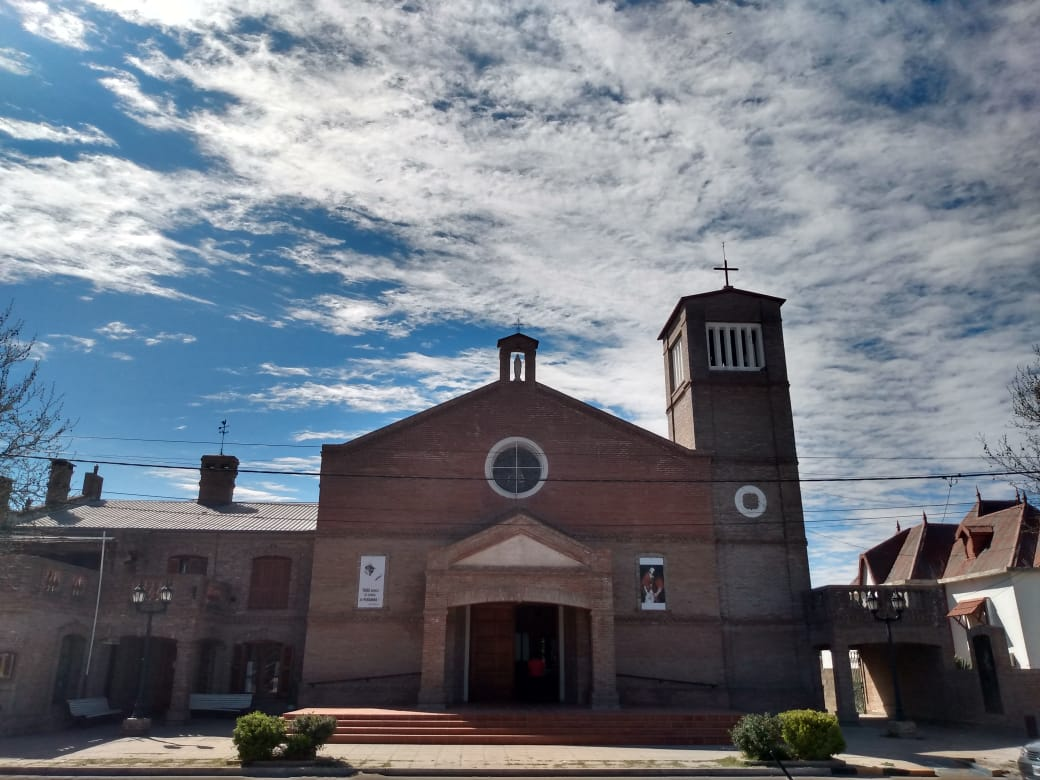
Iglesia

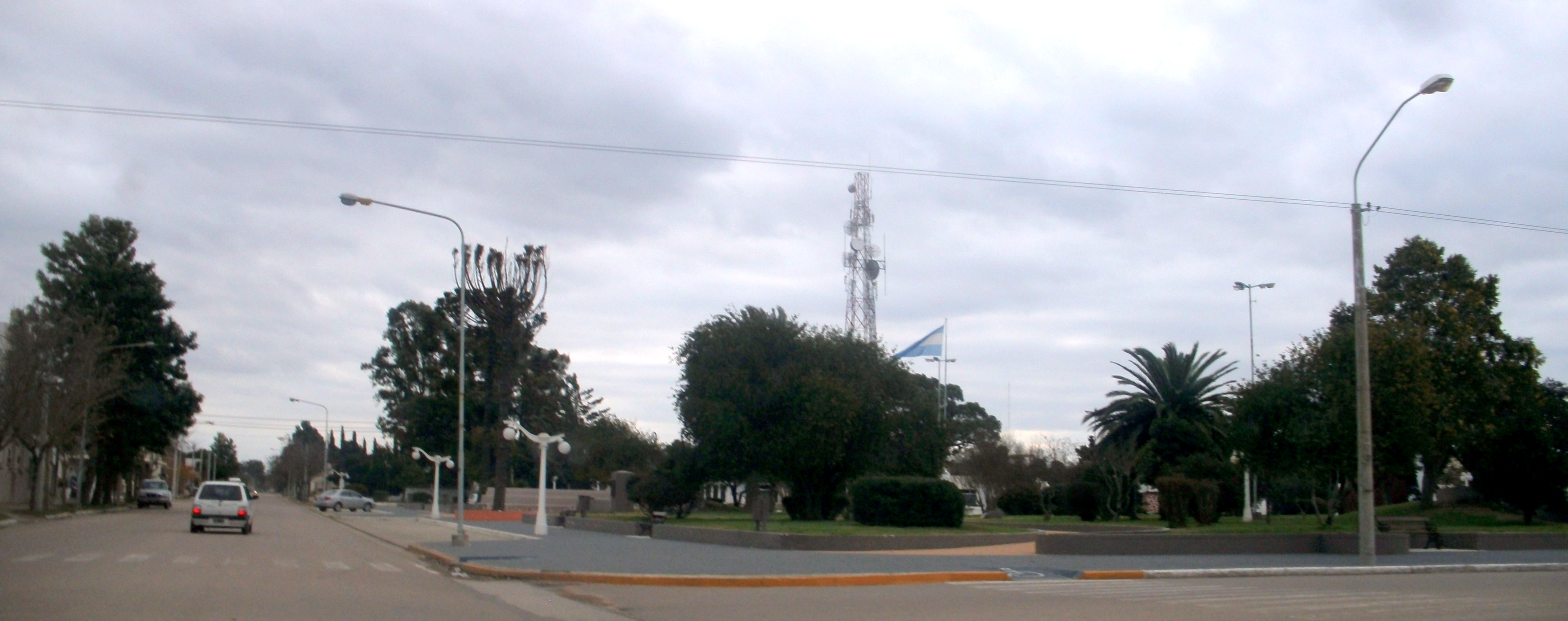
Plaza principal de la localidad

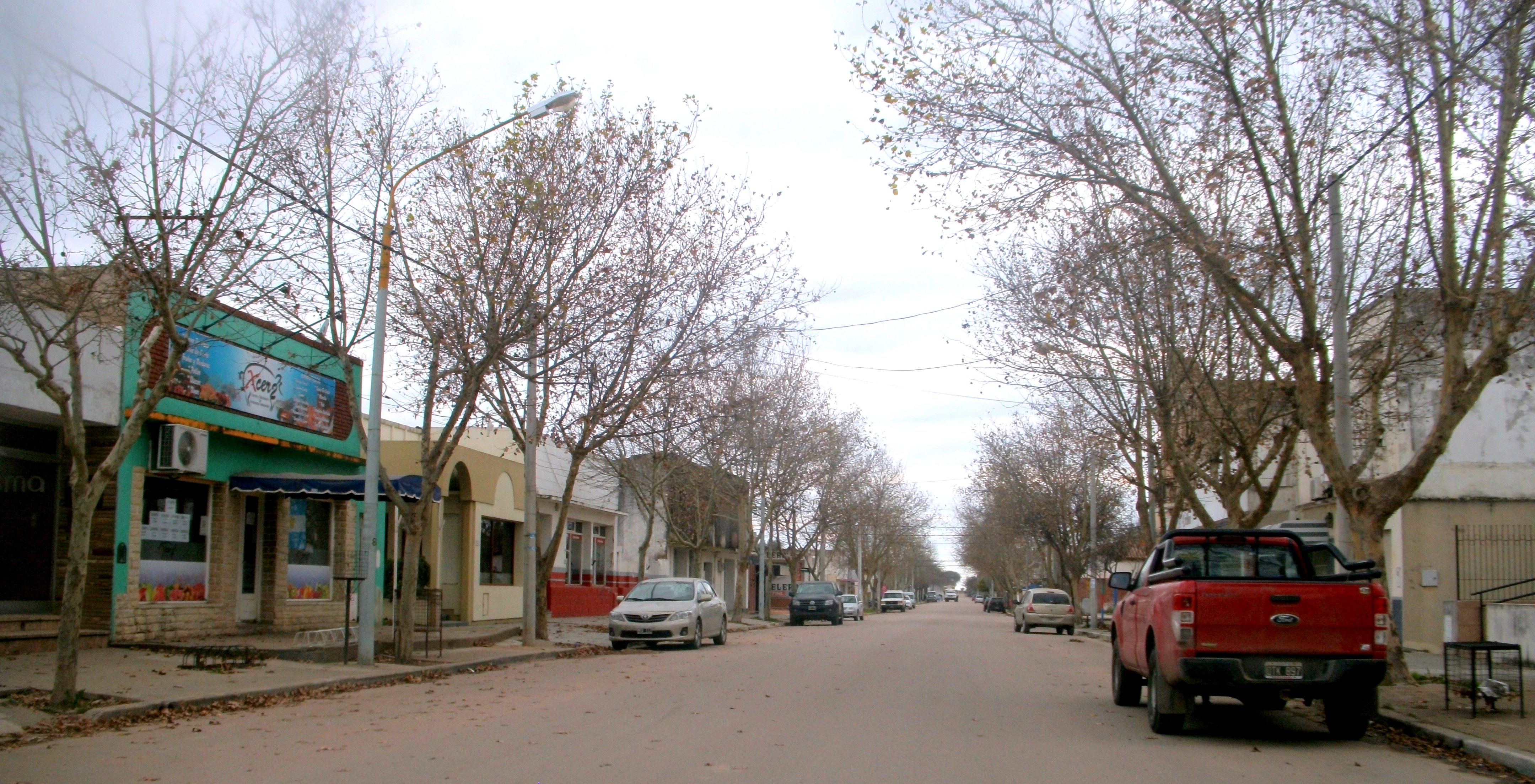
Calles típicas del pueblo

El escudo, de formas estilizadas, está dividido en tres campos cuyos colores evocan los de la bandera patria.
- Sobre el borde del extremo superior, la figura del Sol naciente representa la juventud y las ansias de progreso del pueblo.
- En el segundo campo, el engranaje simboliza la industria; la espiga estilizada, que se proyecta en el campo superior, la agricultura; la cabeza de ganado vacuno, la ganadería.
- La base redondeada del último campo se asocia con el significado del nombre "Realicó" que significa literalmente, en lengua indígena, "plato de agua".

Por último, el ramo de laureles que rodea el escudo es un homenaje a los primeros pobladores.

## Discos bailables
Ladrillo Disco es el boliche de la localidad, al cual concurren jóvenes de la zona norte pampeana y sur cordobesa. Tiene una capacidad máxima de 2 mil personas. Además cuenta con dos bares importantes "Favela" y "Lo de Chiro".

## Medios de comunicación
La localidad cuenta con su propio periódico "La voz de Realicó", decano del periodismo pampeano, actualmente dirigido por Gladys Sago. En cuanto a la televisión, tiene su propio canal local de cable "Canal 7", donde se transmiten programas locales y zonales. Además cuenta con un diario virtual Infotec 4.0, y con diversas emisoras radiales “Radio Fm Prisma 100.9 MHz”, “Radio Fm Patagonia 107.1 MHz”, “Radio Fm Impacto 91.1 MHz”, “Radio Fm Digital 96.5 MHz”, “Radio Fm Realicó 97.5”, “Radio Fm 104”

## Historia
Realicó fue fundado el 2 de marzo de 1907 por Tomas Leopoldo Mullally.
Realicó ya contaba con pobladores diversos antes de su fundación por Tomás Leopoldo Mullally en 1907. Luego vino un rápido crecimiento, ayudado por rutas y vías férreas del FCDFS, que va de Buenos Aires a Cuyo y los que unen el sur bonaerense con el sur cordobés. Durante los primeros años, Realicó fue administrado por una comisión de fomento, que era presidida por su fundador.
El 24 de abril de 1912 queda  conformada oficialmente la municipalidad, al constituirse el primer Consejo municipal, siendo electo presidente Tomas Mullally.

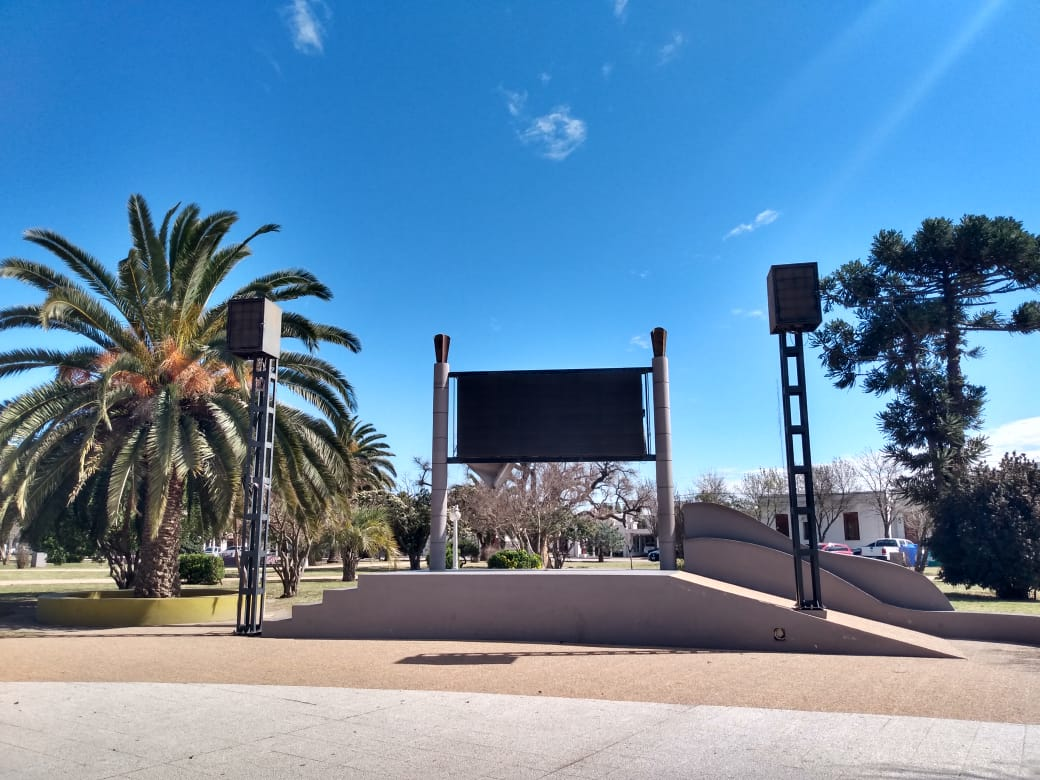
Plaza Hipólito Yrigoyen.

A lo largo del siglo se conformaron sectores institucionales, de salud, productivos, comerciales, industriales, educativos y de servicios, que fueron motor de crecimiento y de organización social.

## Estrato de ceniza volcánica
El 11 de abril de 1932, la erupción explosiva del Volcán El Descabezado afectó con sus cenizas severamente a la provincia de Mendoza y menos al entonces territorio de La Pampa. A poca profundidad puede encontrarse el yacimiento de esa ceniza, en los suelos de la región.

## Cultura
- Biblioteca Popular Presidente Avellaneda: Creada el 1 de mayo de 1910 y Fundada el 25 de mayo de 1910. Cuenta con edificio propio, de 425 metros cubiertos. Posee en la actualidad un acervo bibliográfico que supera los 40.000 volúmenes. Cuenta con un importante fondo de documentación histórica, archivo documental y fotográfico. Distinguida presencia en la comunidad.
- Centro Cultural y de Convenciones. Este centro fue inaugurado el 20 de junio de 2011 y cuenta con una fachada moderna, un auditorio con una capacidad para 200 personas, por el cual pasan grandes artistas y grupos musicales. Además, tiene un lugar de exhibición, en el cual se realizan muestras fotográficas y de arte.[7]
- Cine y Teatro "La Giralda". Este teatro cuenta con una sala con una capacidad para 300 personas y un palco importante. En este se dictan clases de teatro. Por este lugar pasan artistas reconocidos nacionalmente.
- Museo "Patria chica", éste es propiedad de Mohamed Díaz y su familia.
- Polideportivo municipal. cuenta con parrillas, quinchos, piletas al aire libre, piletas climatizadas, gimnasio al aire libre y canchas de fútbol-rugby-tejo.[8]

## Establecimientos educacionales
- CDI: Centro de Desarrollo Materno-Infantil.
- Escuela N.º 34 "General San Martín" (Nivel Inicial y Primario). Turnos: mañana y tarde.
- Escuela N.º 222 Manuel Belgrano (nivel inicial y primario). Turnos: mañana y tarde.
- Escuela N.º 249 (nivel inicial y primario). Turnos: mañana y tarde.
- Instituto parroquial de la Sagrada Familia (Nivel inicial, primario y secundario). Turno: mañana. De gestión privada; con aportes del estado.
- Escuela de Comercio (nivel secundario). Turnos: mañana y tarde.
- Colegio Secundario Witralen (nivel secundario) Turnos: mañana y tarde.
- Escuela técnica N.º 6 - EPET N.º 6 (nivel secundario)
- Instituto privado Fundación Sociedad Rural Argentina (Colegio Agropecuario)

Además cuenta con una escuela laboral, escuela especial N.º 7 y escuela de adultos (funcionamiento en la Escuela de Comercio).

## Establecimientos Asistenciales
- Hospital Virgilio T. Uriburu
- Clínica Santa Teresita
- Clínica Integral Realicó

## Agroindustria
- Planta de Residuos Sólidos Urbanos
- Aeródromo municipal
- Planta Potabilizadora de Agua
- Molino Harinero Cargill S.A.
- Metalúrgica Emanuel, de Osvaldo Ortiz.
- Lubricentro Lubricar

## Encuentro Nacional de Folclore "La patria canta y baila en La Pampa"
Este encuentro de tango y folclore es organizado por "Realicó Ballet" dirigido por Rosa de Ayala. Se realiza en octubre de todos los años. En el mismo se desarrollan tres noches de encuentro de danza y grupos musicales. Al encuentro asisten ballets y grupos folclóricos de todo el país y de países vecinos como Chile y genera un movimiento turístico todos los años. Además el encuentro cuenta con pilcheros y artesanales de la localidad y de la zona.

## Parroquias de la Iglesia católica en Realicó
| Diócesis  | Santa Rosa en Argentina       |
| --------- | ----------------------------- |
| Parroquia | Santa Teresita del Niño Jesús |

La iglesia de Santa Teresita del Niño Jesús fue inaugurada el 3 de octubre de 1957.